# Neurobasis luzoniensis
Neurobasis luzoniensis – gatunek ważki z rodziny świteziankowatych (Calopterygidae).